# Tomka oścista
Tomka oścista (Anthoxanthum aristatum Boiss.) – gatunek byliny należący do rodziny wiechlinowatych. Jako gatunek rodzimy występuje na Makaronezji oraz w zachodniej i środkowej części obszaru śródziemnomorskiego. Ponadto zawleczony do pozostałej części Europy, Australii, Nowej Zelandii i Ameryki Północnej. W Polsce rośnie na wyżynach i nizinach.

## Morfologia

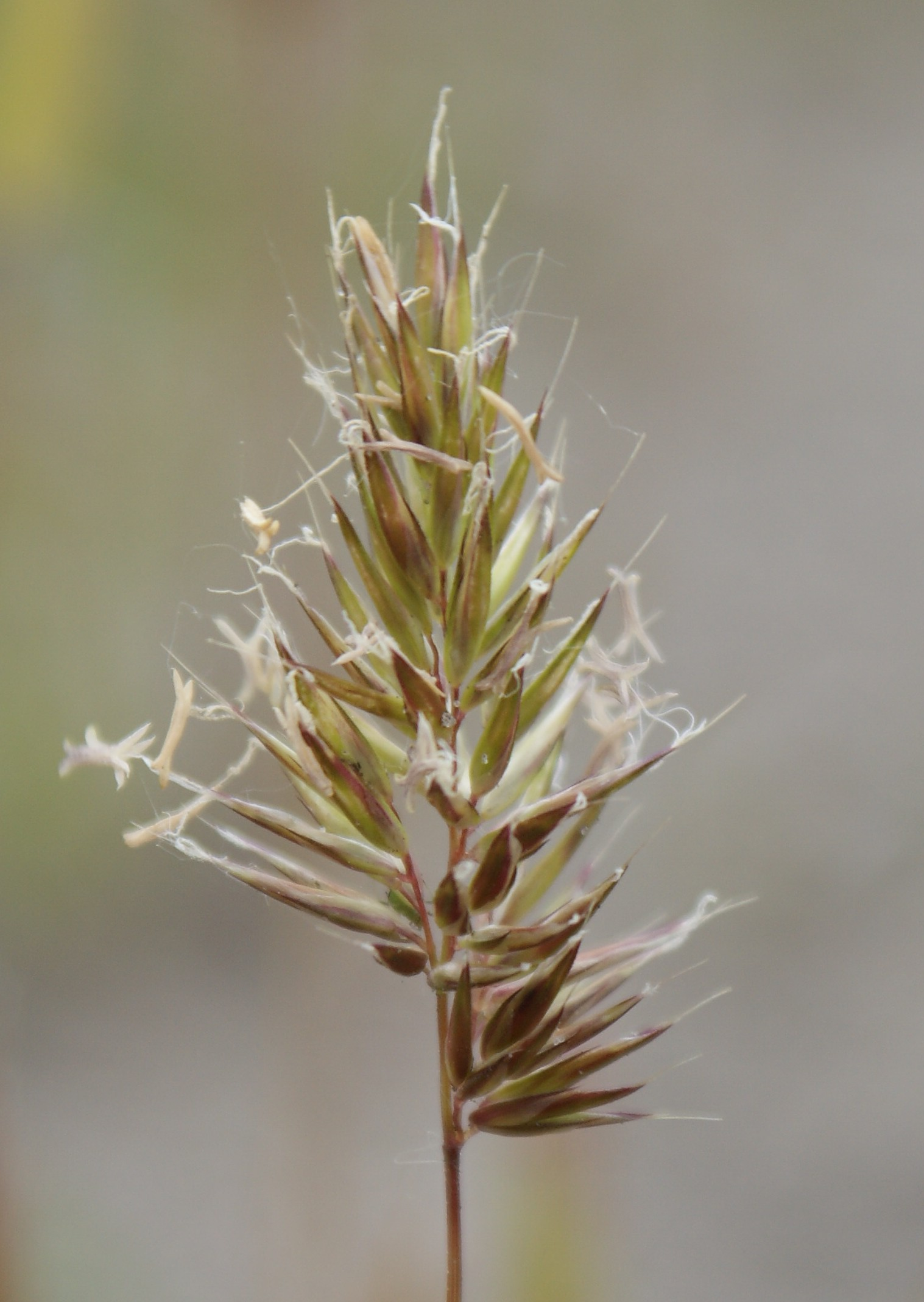
Kwiatostan

ŁodygaŹdźbło do 40 cm wysokości, w dolnej części gałęziste.
KwiatyZebrane w jednokwiatowe kłoski długości około 5 mm, te z kolei zebrane w kłosokształtną wiechę. Plewki dwa razy krótsze od górnych plew. Plewy 4. Najniższa plewa o połowę krótsza od drugiej. Trzecia i czwarta plewa ościste. Ość najwyższej plewy wystaje ponad kłosek przynajmniej o 2 mm. Pręcików 2.
OwocZiarniak.

## Biologia i ekologia
Bylina, hemikryptofit, chwast. Rośnie na polach i przydrożach. Kwitnie w maju i czerwcu. Gatunek charakterystyczny zbiorowisk chwastów upraw zbożowych na ubogich glebach piaszczystych z podzwiązku Arnoseridenion minimae. Roślina posiada charakterystyczny zapach, zawiera bowiem kumarynę.